# Machetornis rixosa
El picabuey (Machetornis rixosa) es una especie de ave paseriforme de la familia Tyrannidae. Es el único miembro del género Machetornis. Es nativo de América del Sur y sureste de América Central.

## Nombres comunes
Aparte de picabuey (en Argentina y Uruguay), es también conocido como caballerizo (en Paraguay), sirirí bueyero (en Colombia), atrapamoscas jinete (en Venezuela), margarita (en Uruguay), atrapamoscas picabuey, matadura, amigo de bienteveo, boyero, boyero amarillo, caballero, comepiojos, domador, güilgüil, jinete, ovejero, panza amarilla, papamosca o suirirí amarillo.
Debido a la denominación argentina, picabuey en este caso, puede prestarse la confusión con las aves del género Buphagus, las cuales habitan exclusivamente llanuras en África.

## Distribución y hábitat
Se distribuye en dos grandes áreas disjuntas; una en el norte del continente sudamericano, en Colombia y Venezuela, y la otra desde el noreste de Brasil, estando ausente de casi toda la cuenca amazónica, por Bolivia, Paraguay, este, suroeste y sur de Brasil, hasta Uruguay y el centro de Argentina. Es un inmigrante reciente en Panamá. Fue registrado como vagante accidental en Aruba y Curaçao.
Esta especie, ampliamente diseminada, es generalmente común en sus hábitats naturales: las áreas semiabiertas, regiones agrícolas, y campo abierto alrededor de edificaciones. Está ampliando su zona de distribución ocupando áreas deforestadas. Principalmente abajo de los 800 m de altitud, pero localmente mucho más alto en los Andes orientales de Colombia.

## Descripción
Mide alrededor de 20 cm de longitud y pesa entre 29 y 40 g. Las patas son negras y largas, para facilitar el caminar por el suelo. En la mayoría de su rango es pardo oliváceo por arriba, más grisáceo en la corona y nuca, con un parche anaranjado generalmente oculto; la cola con una estrecha punta blanca. La garganta es blanquecina, y los laterales, el vientre y el pecho de color amarillo brillante. Las aves del norte del continente tienen la garganta color amarillo pálido. El iris es rojo. Entre el macho y la hembra no se aprecian diferencias. 

## Comportamiento

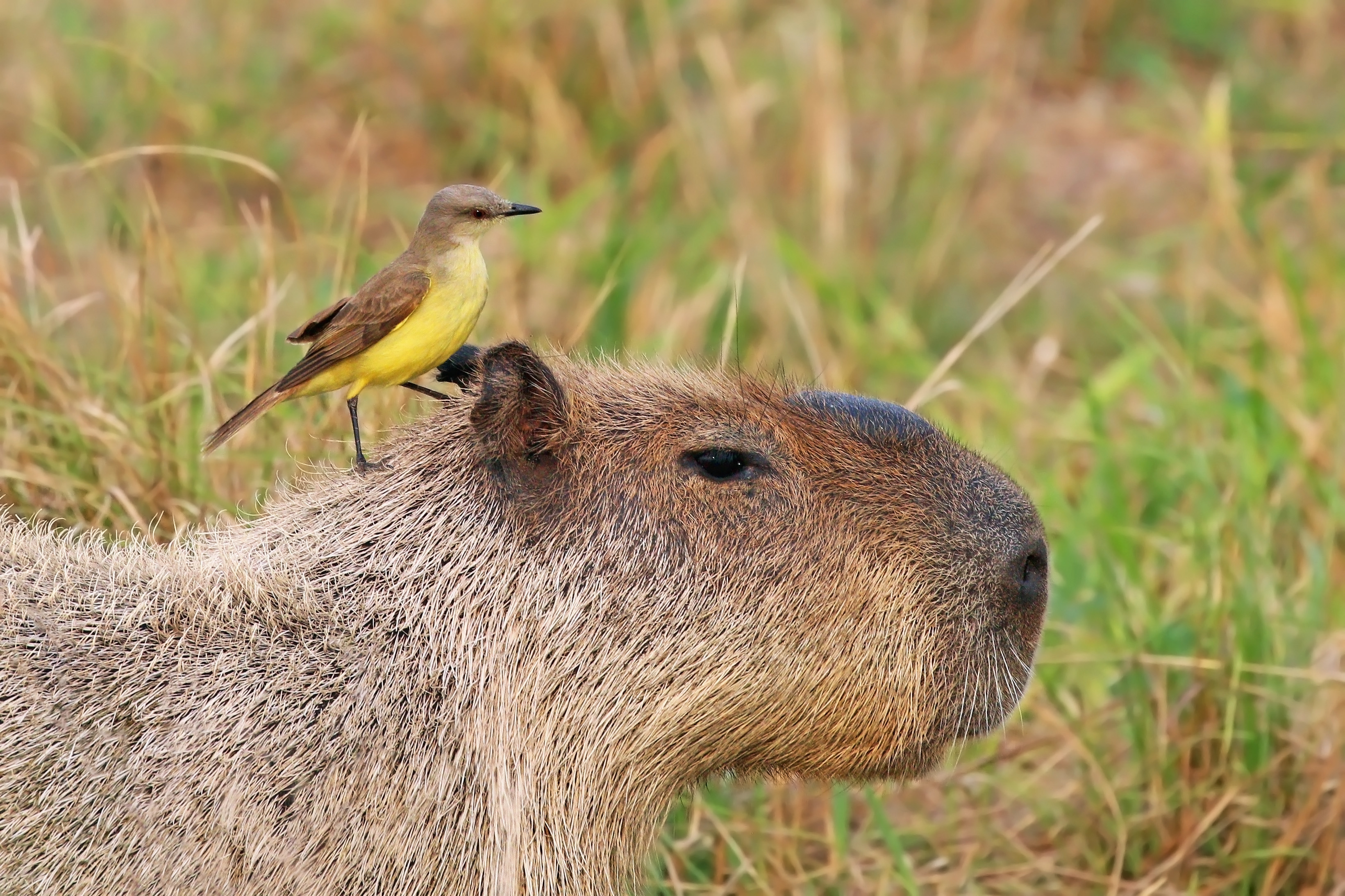
Picabuey sobre un carpincho en el Pantanal de Brasil.

Generalmente andan en pareja o en pequeños grupos. Es terrícola. A veces se posa en arbustos o postes. Es común verlo sobre el lomo de grandes mamíferos, domésticos o salvajes, inclusive capibaras y ciervo de los pantanos.
Ocupa un nicho ecológico similar al de los papamoscas en Europa. 

### Alimentación
Recolecta alimentos en el suelo o parásitos sobre animales, en un ejemplo clásico de mutualismo. Captura insectos mediante carreritas por el suelo.

### Reproducción

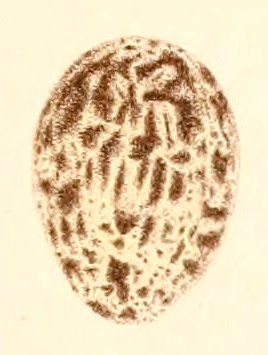
Huevo de Machetornis rixosa, ilustración en d'Orbigny Voyage dans l'Amérique Méridionale, 1847.

La nidificación ocurre entre octubre y enero en el Cono Sur. Construye un nido expuesto, bien elaborado, a baja y mediana altura. Prefiere hacerlo en nidos abandonados o semidestruidos de otras aves, en palmeras, en huecos o en recipientes diversos (tarros, cajas, caños), en formato de semiesfera o taza, hecho con pajas, hojas o a veces algunos palitos en la base. Internamente es forrado con cerdas, pelos y/o plumas. Algunos únicamente con cerdas o pelos. Otros con alambres y clavos. Deposita tres, a veces cuatro o cinco huevos, ovoidales, de color crema cubiertos de pintas y rayitas castañas y grises distribuidas por toda la superficie, que miden en promedio 24 x 17,7 mm. El período de incubación es entre 14,5 a 17 días, y los pichones permanecen en el nido 16 a 17 días. Sufre parasitismo de puesta por Molothrus bonariensis.

### Vocalización
Su vocalización consiste en una serie de agudas voces: «sip...tribliblip...trobip... siblibip...».

## Sistemática

### Descripción original
La especie M. rixosa fue descrita por primera vez por el naturalista francés Louis Pierre Vieillot en 1819 bajo el nombre científico Tyrannus rixosus; la localidad tipo es «Paraguay».
El género Machetornis fue descrito por el ornitólogo británico George Robert Gray en 1841.

### Etimología
El nombre genérico femenino «Machetornis» se compone de las palabras del griego «makhētēs» que significa ‘luchador’, ‘guerrero’, y «ornis, ornithos» que significa ‘ave’; y el nombre de la especie «rixosa», proviene del latín «rixosus» que significa ‘peleador’.

### Taxonomía
Las afinidades son inciertas; las evidencias moleculares y anatómicas sugieren que la semejanza superficial con las aves del género Tyrannus se debe a convergencia.
Los amplios estudios genético-moleculares realizados por Tello et al. (2009) descubrieron una cantidad de relaciones novedosas dentro de la familia Tyrannidae que todavía no están reflejadas en la mayoría de las clasificaciones. Siguiendo estos estudios, Ohlson et al. (2013) propusieron dividir Tyrannidae en cinco familias. Según el ordenamiento propuesto, Machetornis permanece en Tyrannidae, en una subfamilia Tyranninae Vigors, 1825, en una tribu Tyrannini Vigors, 1825, junto a Tyrannopsis, Megarynchus, Conopias (provisoriamente), Pitangus (con Philohydor), Myiodynastes, Myiozetetes, Phelpsia (provisoriamente), Empidonomus, Griseotyrannus y Tyrannus.
La subespecie obscurodorsalis posiblemente sería mejor juntarla con flavigularis; se sobrepone con esta en Venezuela y no parece ser evolutivamente diferente; es necesario un examen más preciso. También, algunos especímenes de la nominal del noreste de Brasil (Piauí) se aproximan mucho de flavigularis.

### Subespecies

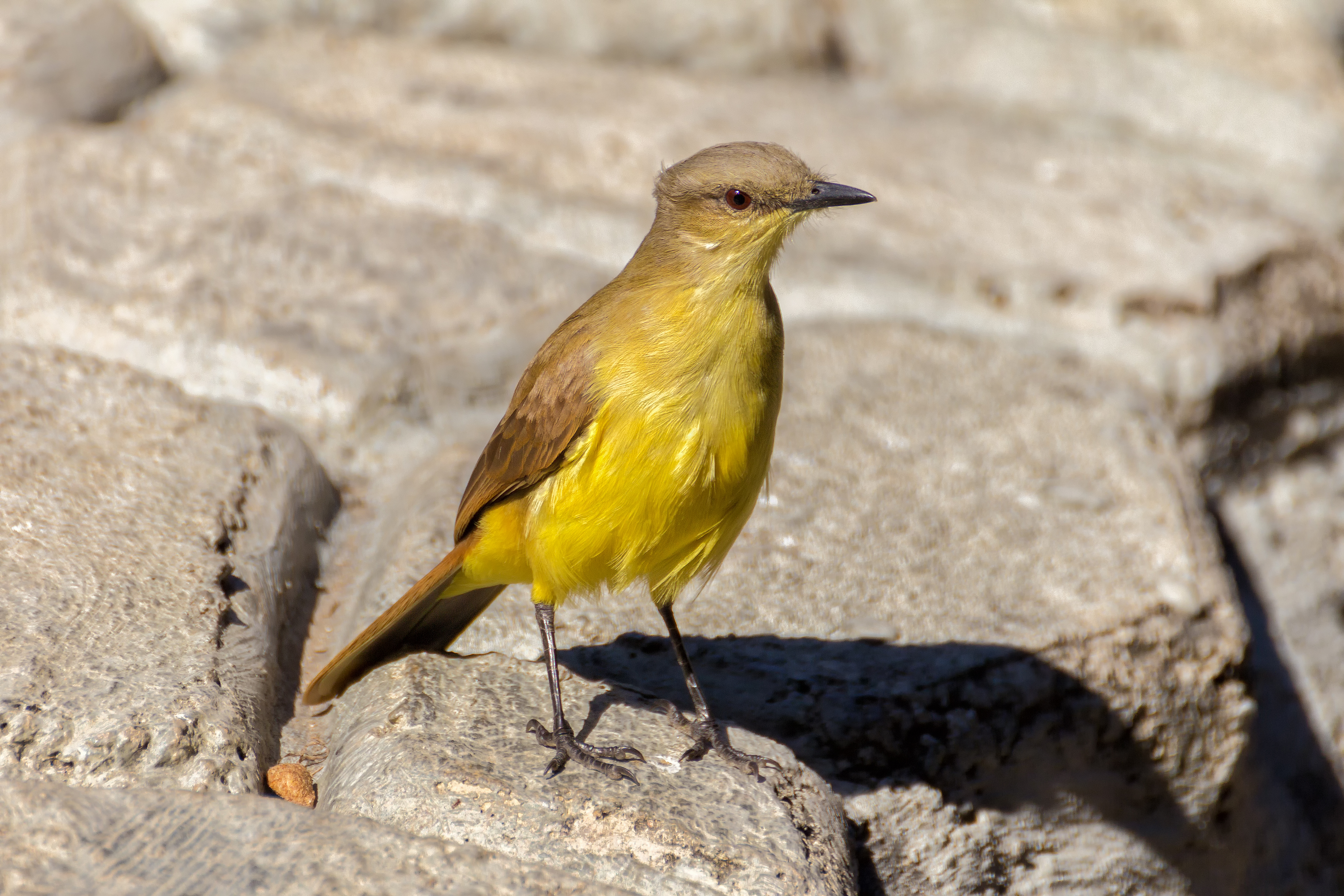
Machetornis rixosa flavigularis en el Parque del Este, Caracas, Venezuela.

Según las clasificaciones del Congreso Ornitológico Internacional (IOC) y Clements Checklist/eBird, se reconocen tres subespecies, con su correspondiente distribución geográfica:
- Machetornis rixosa flavigularis Todd, 1912 - este de Panamá, norte y este de Colombia (norte del Chocó y alto río Sinú al este hasta La Guajira, al sur hasta Bolívar) y norte de Venezuela (al este hasta Guárico, oeste de Anzoátegui y Delta Amacuro, al sur hasta Bolívar).
- Machetornis rixosa obscurodorsalis Phelps, Sr & Phelps, Jr, 1948 - suroeste de Venezuela (Barinas, oeste de Apure y sur de Cojedes), este de Colombia al este de los Andes (Norte de Santander hacia el sur hasta el sur de Meta y Vichada) y este de Ecuador.
- Machetornis rixosa rixosa (Vieillot, 1819) - este y sur de Brasil (extremo noreste de Pará hacia el este hasta Río Grande del Norte, y al sur hasta Río Grande del Sur, también al sur desde el sur de Mato Grosso y Goiás), norte y este de Bolivia (Beni y Santa Cruz hacia el sur hasta Tarija), Paraguay, la mayor parte del norte de Argentina (al sur hasta San Luis, Córdoba y suroeste de Buenos Aires) y Uruguay.